# Hammarby, Nora

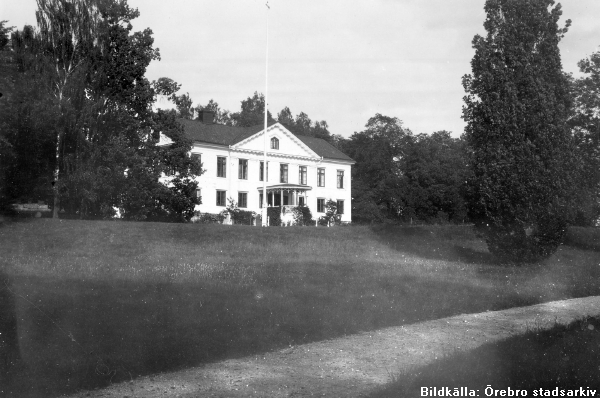
Hammarby herrgård på 1930-talet

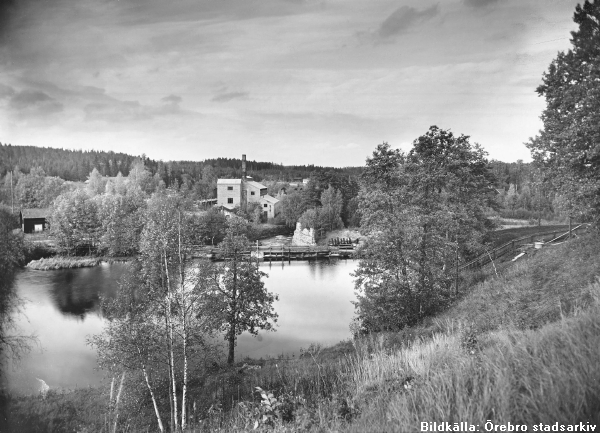
Hammarby hytta år 1943

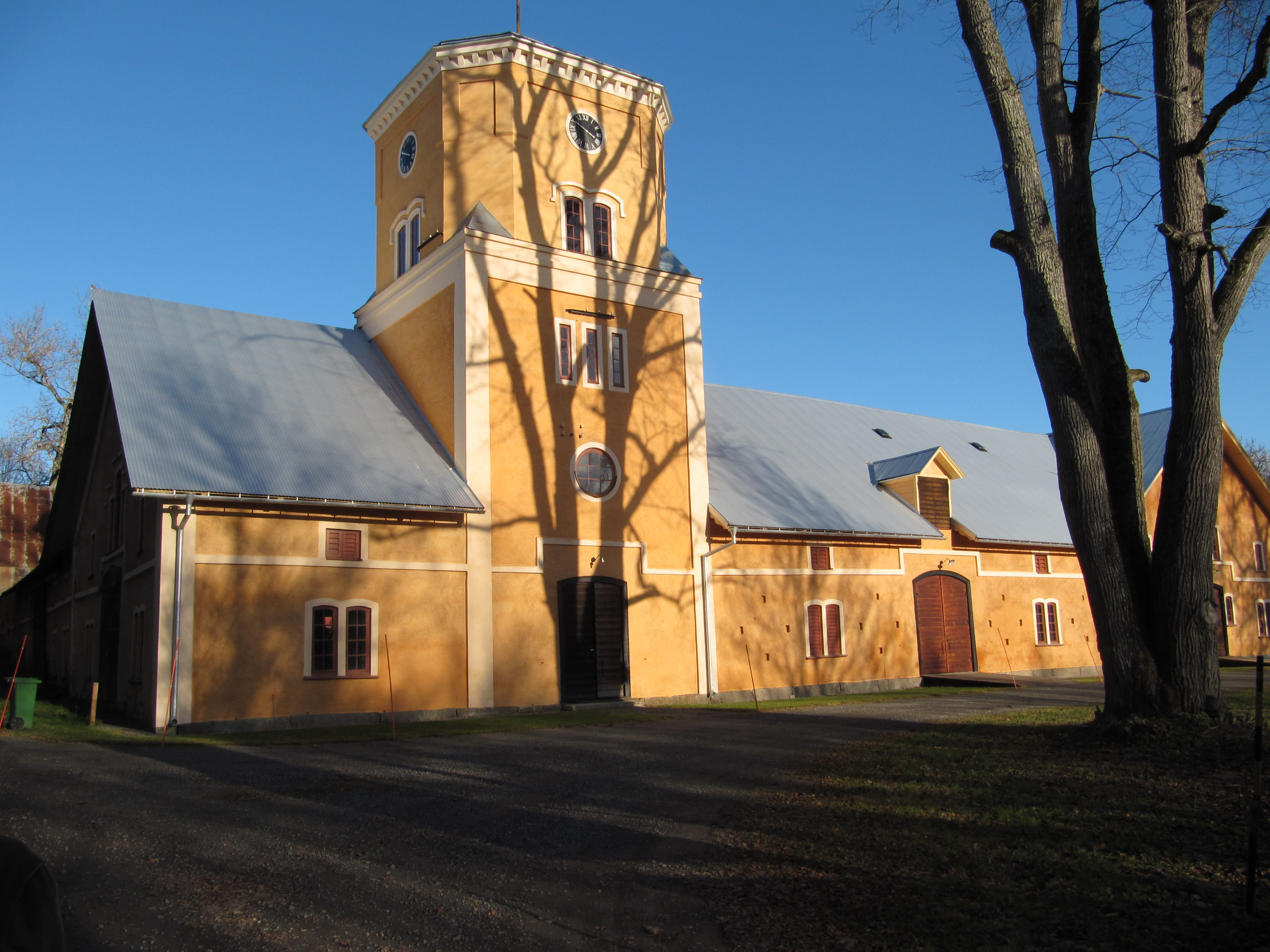
Den nyrenoverade ladugården vid Hammarby herrgård 2010

Hammarby var en bruks- och lantegendom belägen vid ett fall i Järleån 7 km öster om Nora i Örebro län. Arkeologiska fynd tyder på att järnframställning förekom redan omkring 1150.

## Hammarby herrgård
Hammarby herrgård byggdes i början av 1700-talet, och ombyggdes omkring år 1800. Den ligger ett par km öster om Norasjön, invid Järleån. Byggnaden är av trä, och har två våningar med frontespis. Från början fanns två envåningsflyglar av trä med torvtak. De finns inte längre kvar. Godset omfattar 3 213 ha, varav 134 ha åker och 2 712 ha skog.
Fastighetsägaren för Hammarby herrgård är Hans Teimert och Botåns Kraft AB. 
En av Sveriges nordligaste självsående bokskogar finns intill herrgården. Järleåns dalgång är naturreservat på en sträcka av 5 km. Se Järleåns naturreservat.

## Hammarby bruk
Redan på 1400-talet omnämnes "en liten skogshytta" vid Järleån. Denna kallades Gisslehyttan, med tillhörande hammare, Gisslehammaren.
Kungshammaren anlades av Gustav Vasa, något uppströms Hammarby, år 1544. Hertig Johan blev senare ägare till denna hammare. På motsatt sida ån låg Bröstorpshammaren som drevs av Hertig Karl. 
Den första hammaren vid själva Hammarby var Fogdehammaren, som grundades i början av 1600-talet av Kristoffer Andersson på Fogdetorpet.
År 1632 grundades Hammarby bruk som blomstrade under trettioåriga kriget. Det drevs i tvåhundra år av släkter med namnen Dress, Leijel, Möhlman, Petre och von Schantz. På 1830-talet köptes det av bröderna P. G. och Anders Wedberg. På 1840-talet hade det fyra härdar och tre stångjärnshammare och producerade årligen 1435 skeppund (244 ton) stångjärnssmide. Det ägdes av sonen Carl Herman Wedberg tills Hammarby-Yxe aktiebolag bildades.
I mitten av 1800-talet kom även Jerle bruk att ingå i bolaget. Det låg en halvmil österut, en mil söder om Lindesberg. Det hade på 1840-talet två härdar och två hammare och producerade årligen 933 skeppund (159 ton) stångjärnssmide av eget tackjärn.
Hammarby-Yxe aktiebolag grundades 1889, hade postadress Nora och telegramadress "Hammarbybolaget". Produktionen skeppades ut via Otterbäckens hamn. Vattenfallet i ån köptes av svenska staten 1907 för att generera elkraft till järnvägen. Företaget som då hade 88 anställda bestod av masugn, martinugn, manufakturverk, kvarnar och en såg och producerade årligen 4000 ton martingöt och 230 ton gjutgods. Till bolaget hörde 32 mantal jord, som bland annat användes för egen träkolsproduktion. Driften lades ner 1923.